# Flushing, Michigan
Flushing är en ort i Genesee County i delstaten Michigan, USA.